# Hornesselwiese
Der Weiler Hornesselwiese gehört zur Ortsgemeinde Elmstein im rheinland-pfälzischen Landkreis Bad Dürkheim. Mitunter wird auch die Ansiedlung Stilles Tal 1 km südlich als Teil von Hornesselwiese betrachtet.

## Geographie

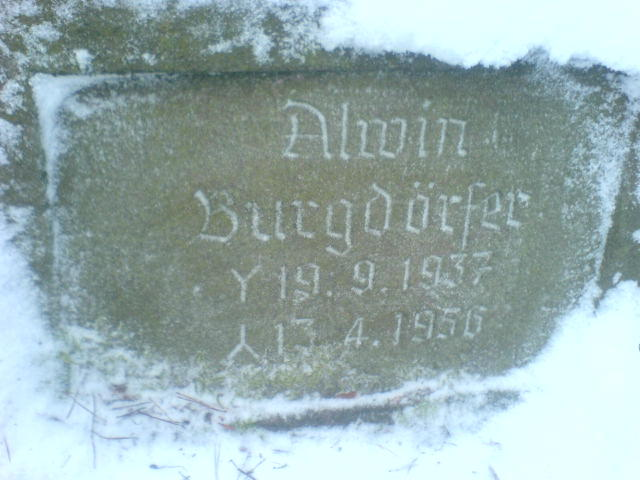
Denkstein auf dem Bierenberg

Hornesselwiese liegt inmitten des Pfälzerwalds im südlichen Gemeindegebiet von Elmstein am Helmbach, einem starken rechten Zufluss des Speyerbachs. Links und rechts des Helmbachtals, das sich dort zu einer kleinen Aue öffnet, erheben sich nordwestlich bzw. nördlich der 474 m hohe Bierenberg und der 405 m hohe Große Schweinsberg sowie im Südosten der 456 m hohe Birkenkopf. Auf dem Rücken des Bierenbergs steht ein sogenannter Denkstein für den tödlich verunglückten Waldarbeiter Alwin Burgdörfer.
Südlich von Hornesselwiese und westlich des Birkenkopfes verläuft am rechten Helmbach-Zufluss Grobsbach aufwärts und an dessen Stauweiher vorbei das Stille Tal. An der kleinen Ansiedlung beginnt ein Waldweg, über den nach 1 km das Dachsloch genannte nächste Tal und – nach einer Strecke von gut 4 km – das 505 m hoch auf einem Bergsattel gelegene Forsthaus Taubensuhl erreicht wird.

## Geschichte

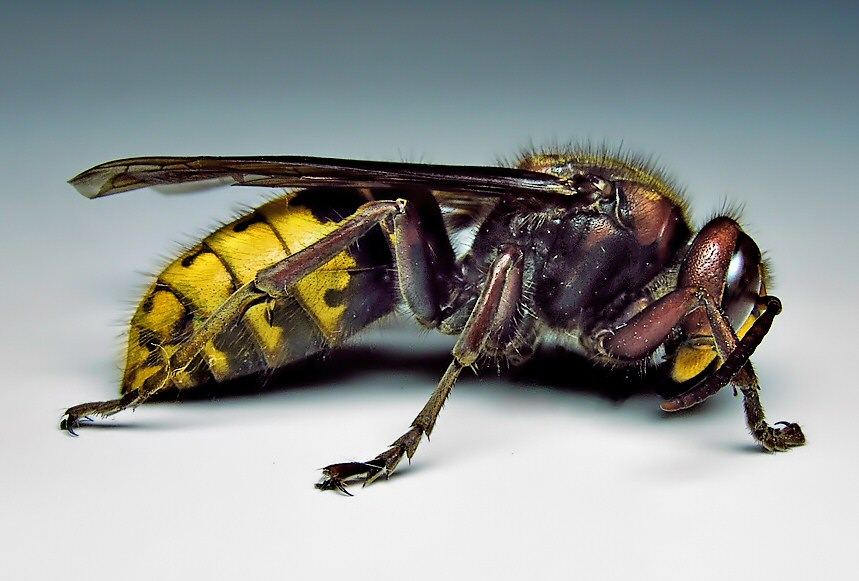
Hornisse (Symbolbild)

Der Name von Hornesselwiese stammt von der pfälzischen Bezeichnung Hornessel für die Hornisse, die größte in Deutschland vorkommende Wespenart. Im von Süden einmündenden Stillen Tal wurde ein Hornesselswieserhof bereits 1795 urkundlich erwähnt. Dem Namen nach war er ein Ableger von Hornesselwiese, und möglicherweise ging aus ihm das heutige Gasthaus Stilles Tal hervor.
Die Hornesselwiese besteht lediglich aus einem Gebäude. Der Ort entstand als Schankwirtschaft in den Jahren 1905/1906. Später wurde diese zu einem Waldhotel ausgebaut, das 2001 drei Sterne erhielt. Am 14. November 2002 geriet das Anwesen, das zu großen Teilen aus Holz errichtet war, nach einem technischen Defekt in der Sauna in Brand. Zunächst wurden nur Nebengebäude zerstört, und das Feuer schien gelöscht. Als es jedoch zwei Tage danach wieder aufflammte, brannte auch das Haupthaus bis auf die Grundmauern nieder. Anschließend war der Hotelkomplex Ruine, doch sieben Jahre nach dem Schadensereignis wurden Pläne für einen Wiederaufbau bekannt. Dieser erfolgte im Verlauf des Jahres 2010. Seit Januar 2011 ist das Haus als Waldschänke wieder geöffnet, die auch Tierwanderungen mit Alpakas und Eseln anbietet.

## Verkehr
Die Verbindung zum Hauptort Elmstein ist eine 11 km lange Straße, die schmal und kurvenreich zunächst als Kreisstraße 18 am linken Ufer des Helmbachs abwärts und dann als Landesstraße 499 in gleicher Weise am Speyerbach aufwärts führt. Sie ist auf Landkarten als landschaftlich besonders schöne Strecke markiert.